# Lulav

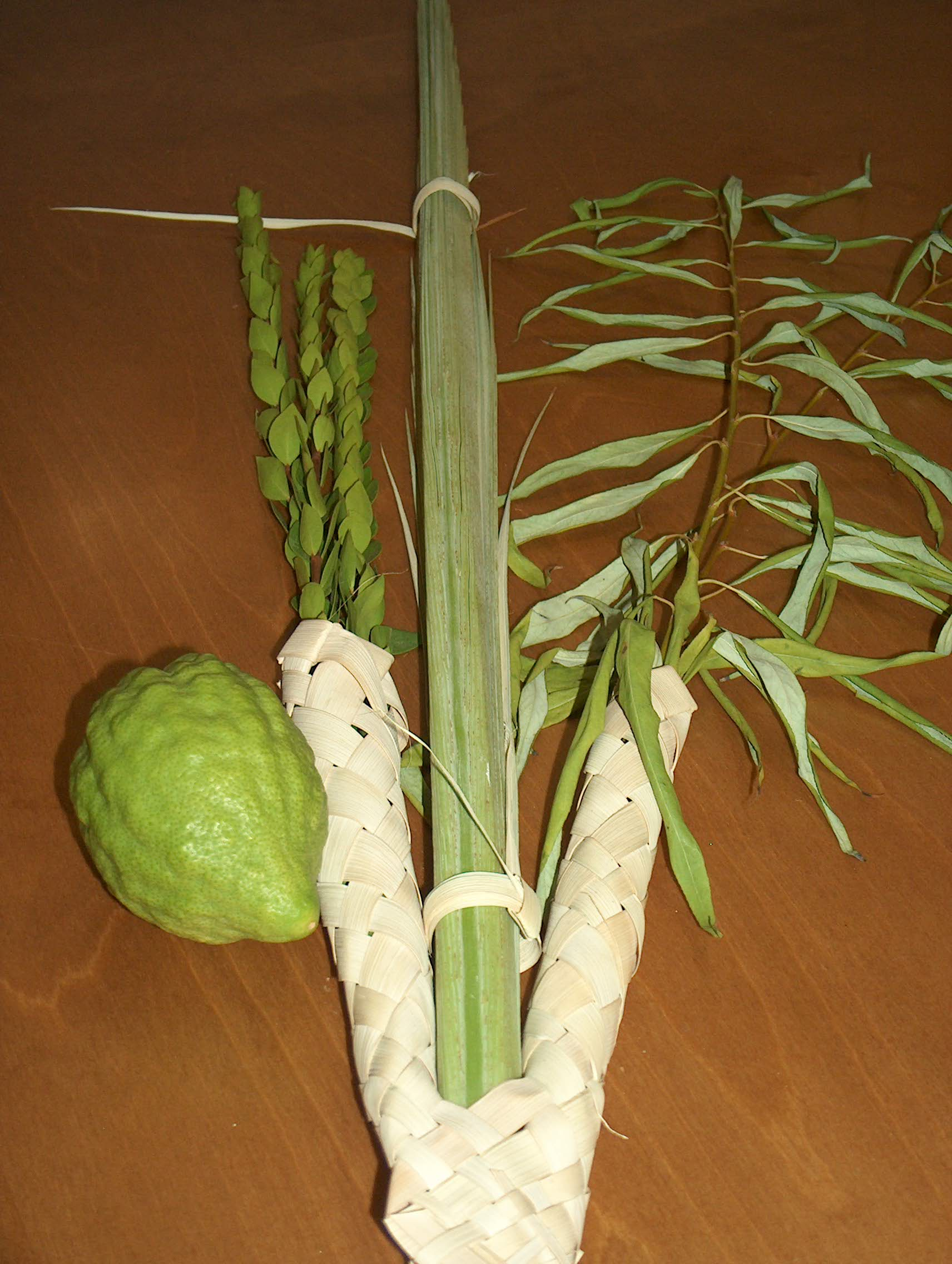
As quatro espécies, com o lulav, mais comprido, no meio.

A lulav (לוּלָב, plural: lulavim) é uma folhagem da tamareira. É um dos arba'á minim (ארבעה מינים, quatro espécies) usado no serviço matinal de rezas (shacharit) da festa judaica de Sucot. As outras espécies são o hadass (murta-comum), aravah (salgueiro) e o etrog (cidra).